# 1968 en musique classique
| \| • Retour à la chronologie générale de la musique classique • \| |
| Grèce • Rome • Haut Moyen Âge • VIIIe siècle • IXe siècle • Xe siècle • XIe siècle XIIe siècle • XIIIe siècle • XIVe siècle • XVe siècle • XVIe siècle • XVIIe siècle XVIIIe siècle • XIXe siècle • XXe siècle • XXIe siècle |
| • Retour à la chronologie générale de la musique classique • |

| Années en musique classique : 1965 - 1966 - 1967 - 1968 - 1969 - 1970 - 1971    |
| Décennies en musique classique : 1930 - 1940 - 1950 - 1960 - 1970 - 1980 - 1990 |

## Événements

### Créations
- 2 mars : la Symphonie no 6 de Howard Hanson, créée par l'Orchestre philharmonique de New York dirigé par Leonard Bernstein.
- 2 mai : la Symphonie no 8 de Roger Sessions, créée par l'Orchestre philharmonique de New York dirigé par William Steinberg.
- 28 juin : la Symphonie no 6 de Malcolm Arnold, créée à Sheffield, l'auteur dirigeant l'Orchestre philharmonique de la BBC.
- 14 septembre : le Quatuor à cordes no 12 de Dmitri Chostakovitch, créé à Moscou.
- 16 novembre :  le Credo d'Arvo Pärt, créé à Tallinn en Estonie.
- 18 novembre :  le Livre pour orchestre de Witold Lutosławski, créé par l'orchestre de la ville de Hagen.

#### Date indéterminée
- création à New York sous la direction de l'auteur de Sinfonia, symphonie chorale pour huit voix (sopranos, altos, ténors, basses) de Luciano Berio.
- Les Dits de Peter Bornemisza de György Kurtág, créés à Darmstadt par Erika Sziklay et Loránt Szűcs.

### Autres
- 1er janvier : concert du nouvel an de l'orchestre philharmonique de Vienne au Musikverein, dirigé par Willi Boskovsky.

#### Date indéterminée
- Publication du catalogue des œuvres de Beethoven de Giovanni Biamonti.
- Création du Bournemouth Sinfonietta.
- Fondation du Quatuor Fitzwilliam.
- Fondation du Kammerchor Stuttgart.

## Prix
- Ekaterina Novitskaïa obtient le 1er prix de piano du Concours musical international Reine Élisabeth de Belgique.
- Benjamin Britten reçoit le Léonie Sonning Music Award.

## Naissances

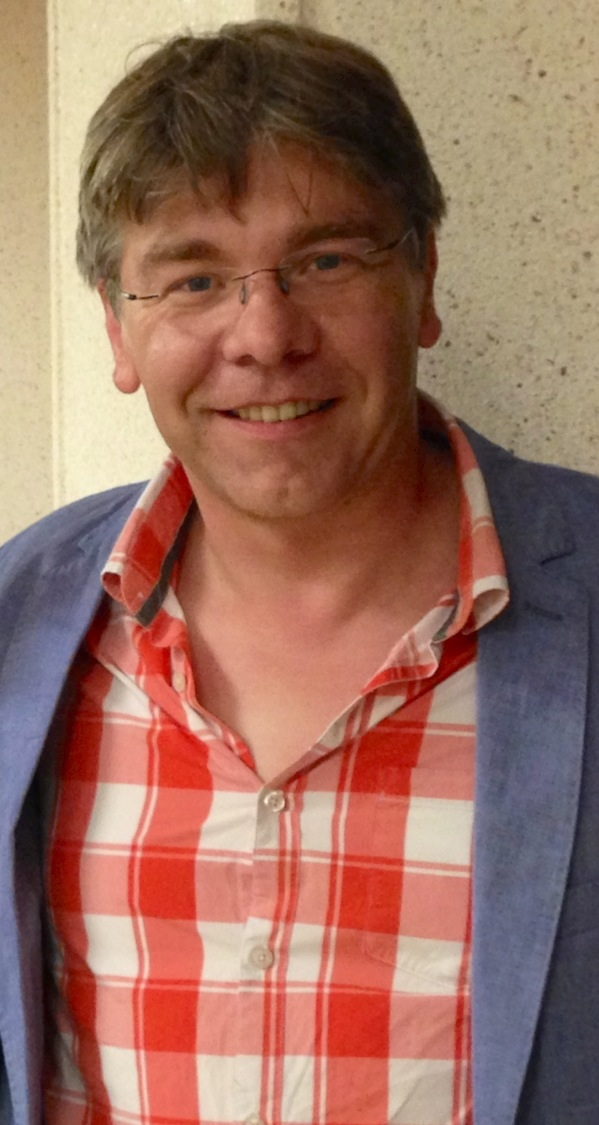
Éric Tanguy

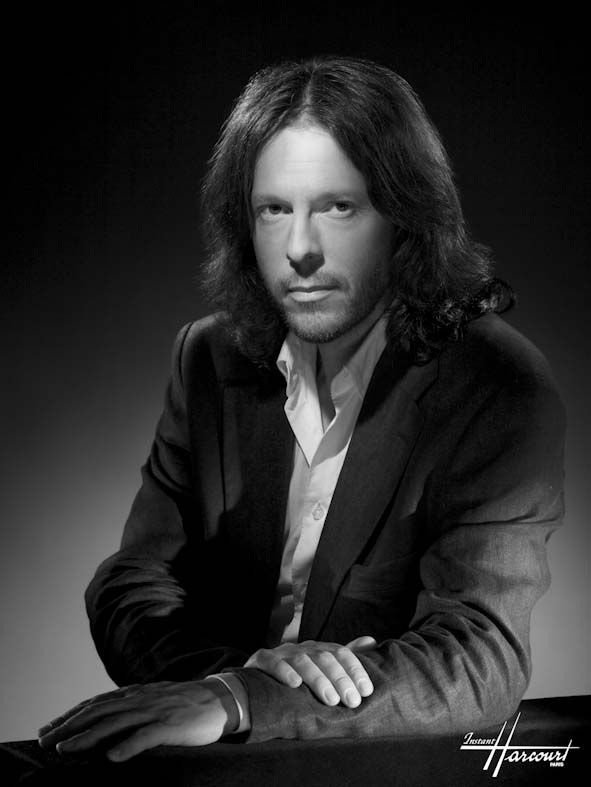
Frank Braley

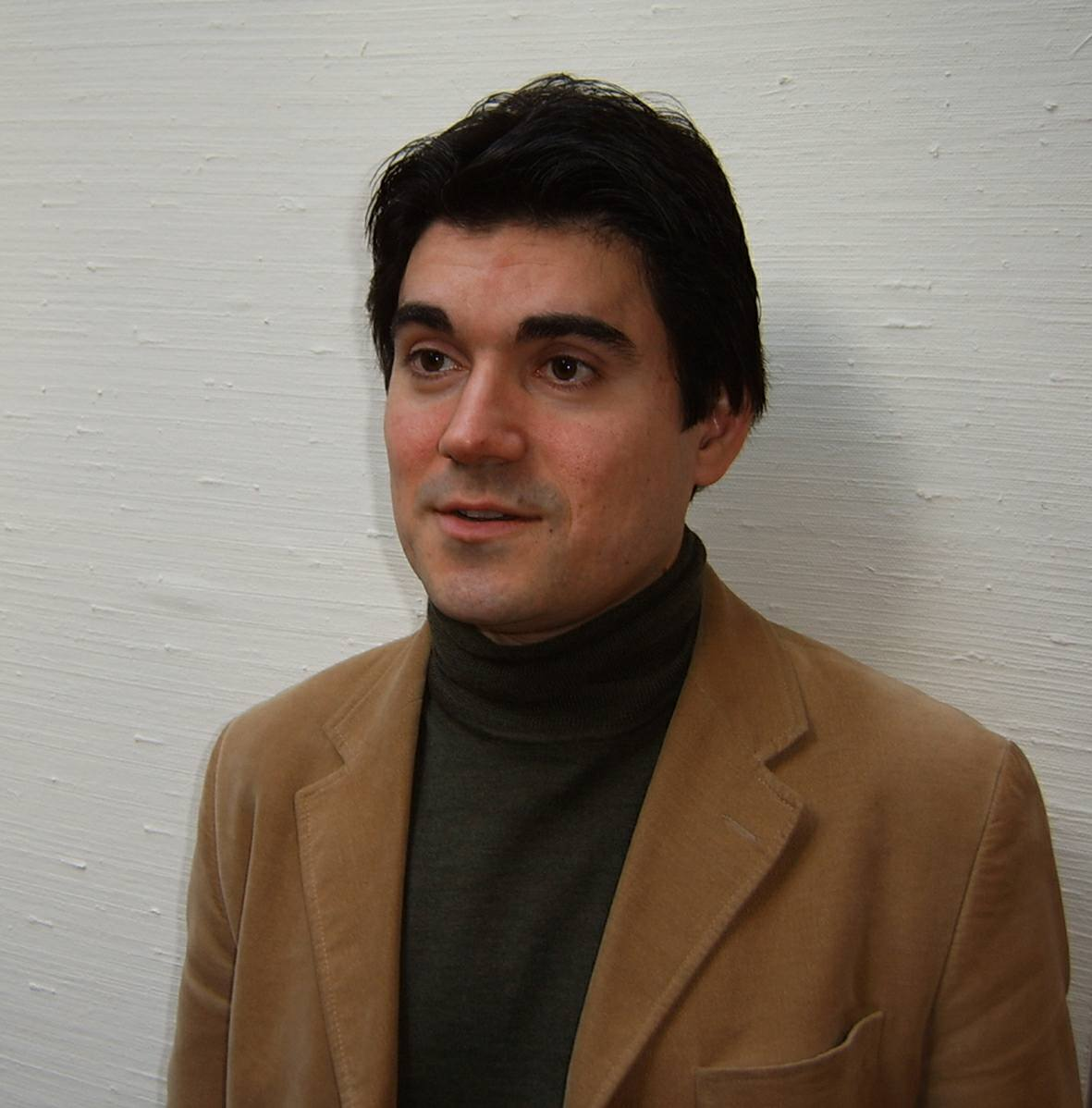
Vincent Ghadimi

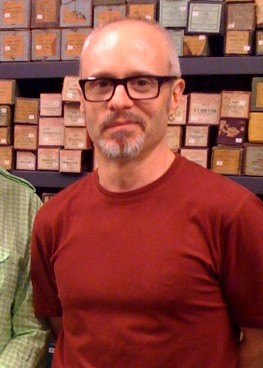
Ramon Lazkano

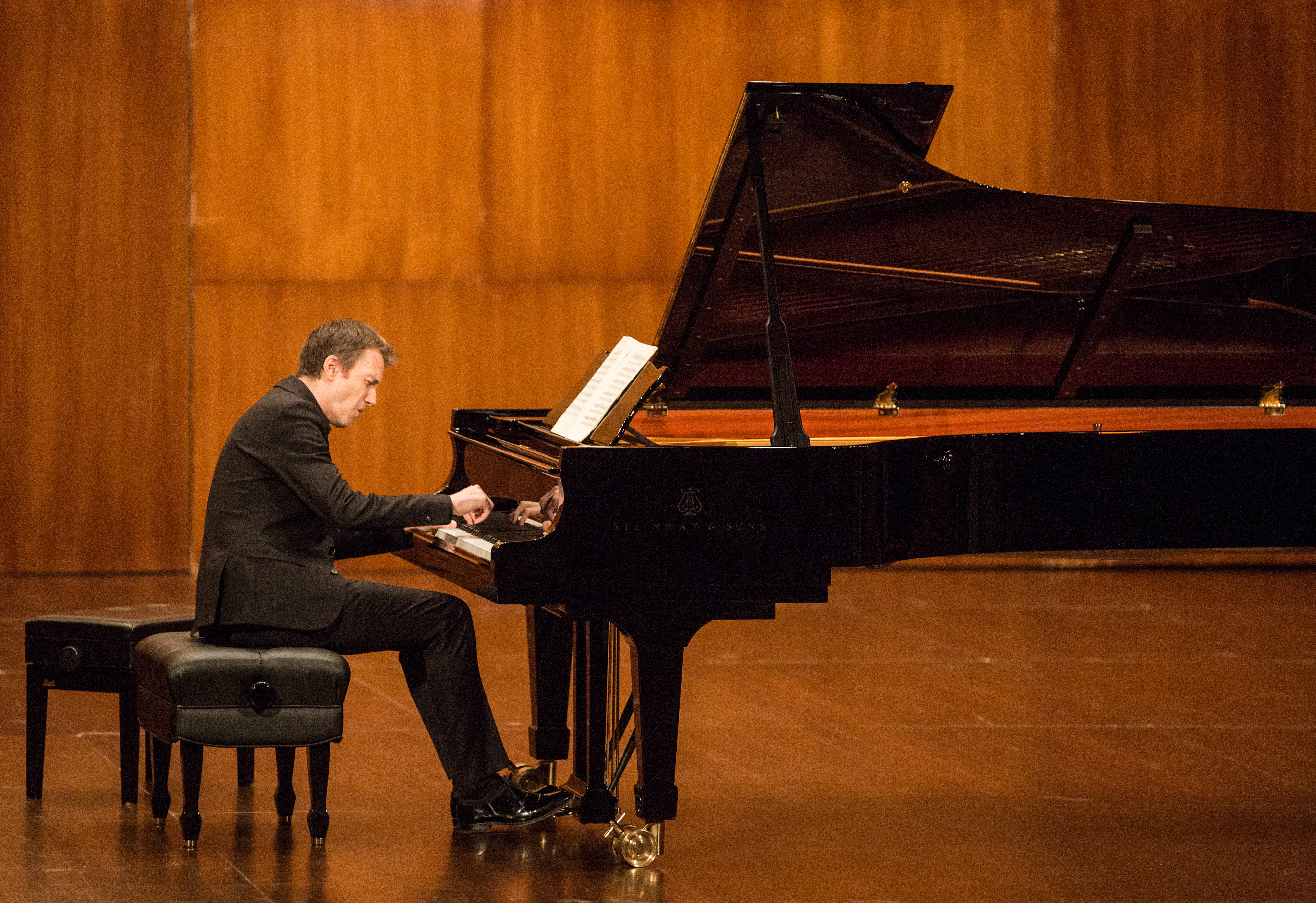
Alexandre Tharaud

- 13 janvier : Vladimir Mischouk, pianiste et professeur de musique russe.
- 18 janvier : Pierre Charvet, compositeur français.
- 27 janvier : Éric Tanguy, compositeur français.
- 4 février : Frank Braley, pianiste français.
- 24 février : Željko Lučić, chanteur lyrique serbe.
- 25 février : Marie-Josèphe Jude, pianiste française.
- 3 mars : Brett Deubner, altiste américain.
- 6 avril : Vanessa Lann, compositrice américaine.
- 9 avril : Rico Gulda, pianiste classique et chef d'orchestre autrichien.
- 11 avril : Niklas Sivelöv, pianiste, enseignant et compositeur suédois.
- 15 avril : Stella Doufexis, chanteuse mezzo-soprano allemande († 15 décembre 2015).
- 17 avril : Keiko Harada, compositrice japonaise.
- 21 avril : Jean-Louis Agobet, compositeur français.
- 3 mai : Lara Morciano, compositrice italienne.
- 5 mai : 
  - Vincent Dumestre, luthiste, guitariste et chef d'orchestre français.
  - Bohdana Froliak, compositrice ukrainienne.
- 10 mai : Alice Coote, mezzo-soprano anglaise.
- 31 mai : Aleksandar Madžar, pianiste serbe.
- 6 juin : Régis Campo, compositeur français.
- 11 juin : 
  - Fabio Bidini, pianiste italien.
  - Camilla Nylund, soprano lyrique finlandaise.
- 26 juin : 
  - Ramon Lazkano, compositeur basque espagnol.
  - Frédéric Ledroit, compositeur, organiste et professeur de musique français.
- 29 juin : Bejun Mehta, contreténor américain.
- 2 juillet : Masakazu Natsuda, compositeur japonais.
- 20 juillet : Kenneth Hesketh, compositeur britannique.
- 4 août : Olga Neuwirth, compositrice autrichienne.
- 10 août : Salvatore Licitra, ténor italien († 5 septembre 2011).
- 16 août : Andrea Ferrante, compositeur italien.
- 31 août : Sabine Aubert, cheffe d'orchestre française.
- 3 septembre : Piotr Rubik, compositeur, chef d'orchestre et violoncelliste polonais.
- 10 septembre : Ludovic Tézier, baryton français.
- 11 septembre : Tobias Koch, pianiste, pianofortiste et claveciniste allemand.
- 14 septembre : 
  - Frank Agsteribbe, chef d'orchestre, claveciniste et compositeur belge
  - Vincent Ghadimi, pianiste et compositeur belge.
- 17 septembre : Alex Otterlei, compositeur belge.
- 19 septembre : Paweł Łukaszewski compositeur  et chef d'orchestre polonais.
- 2 octobre : Fabio Maffei, pianiste et compositeur vaudois.
- 6 octobre : Pascal Gallet, pianiste français.
- 11 octobre : Sandrine Erdely-Sayo, pianiste franco-américaine.
- 12 octobre : Hirofumi Yoshida, chef d'orchestre japonais.
- 13 octobre : Éric Montalbetti, compositeur français.
- 16 octobre : Francesco Libetta, pianiste italien.
- 21 octobre : Giovanni Ricciardi, violoncelliste italien.
- 22 octobre : Jean-Gabriel Raelet, violoniste et Konzertmeister.
- 8 novembre : Paul Gay, baryton-basse français.
- 9 novembre :
  - Nazzareno Carusi, pianiste italien.
  - Pascal Pons, percussionniste français.
- 18 novembre : Indra Thomas, chanteuse d'opéra américaine.
- 9 décembre : Alexandre Tharaud, pianiste français.
- 11 décembre : Fabien Lévy, compositeur français.
- 21 décembre : Boris Yoffe, compositeur israélien.

### Date indéterminée
- Cyril Alata, compositeur français.
- Henri-Franck Beaupérin, organiste et improvisateur français.
- Christophe Béguin, écrivain et violoncelliste français.
- Maurizio Benini : Chef d'orchestre et compositeur italien.
- Delphine Collot, soprano française.
- Mathieu Ferey, pianiste, musicologue et pédagogue français.
- Jean-Marc Foltz, clarinettiste français.
- Christophe Frionnet, compositeur et poète français.
- Florent Héau, clarinettiste français.
- Pilar Jurado, chanteuse lyrique et compositrice espagnole.
- Stuart Skelton, ténor australien.
- Hideki Nagano, pianiste japonais.
- Christian Ott, organiste, claveciniste et professeur de musique français.
- Marc Paquien, metteur en scène français de théâtre et d'opéra.
- Philippe Picone, organiste, claveciniste, musicologue et professeur de musique français.
- Artur Pizarro, pianiste portugais.
- Rachel Podger, violoniste anglais.
- Alex Ross, critique musical, journaliste et blogueur américain.
- Gerd Schaller, chef d'orchestre allemand.
- Per Tengstrand, pianiste suédois.

## Décès

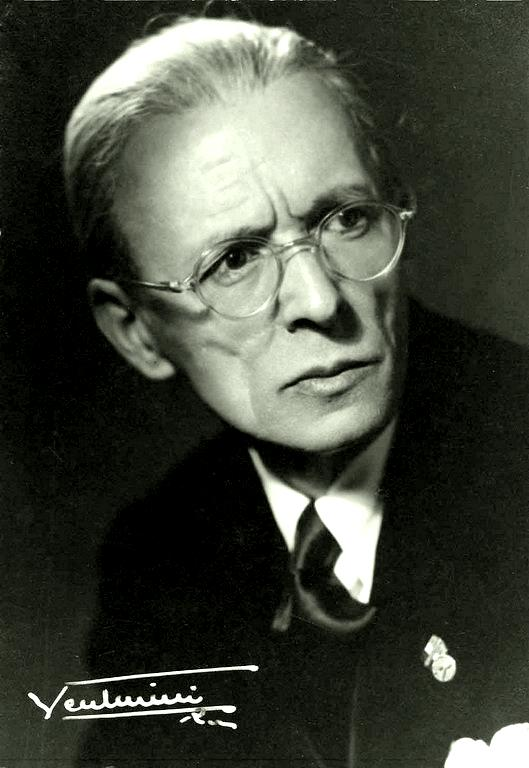
Ildebrando Pizzetti

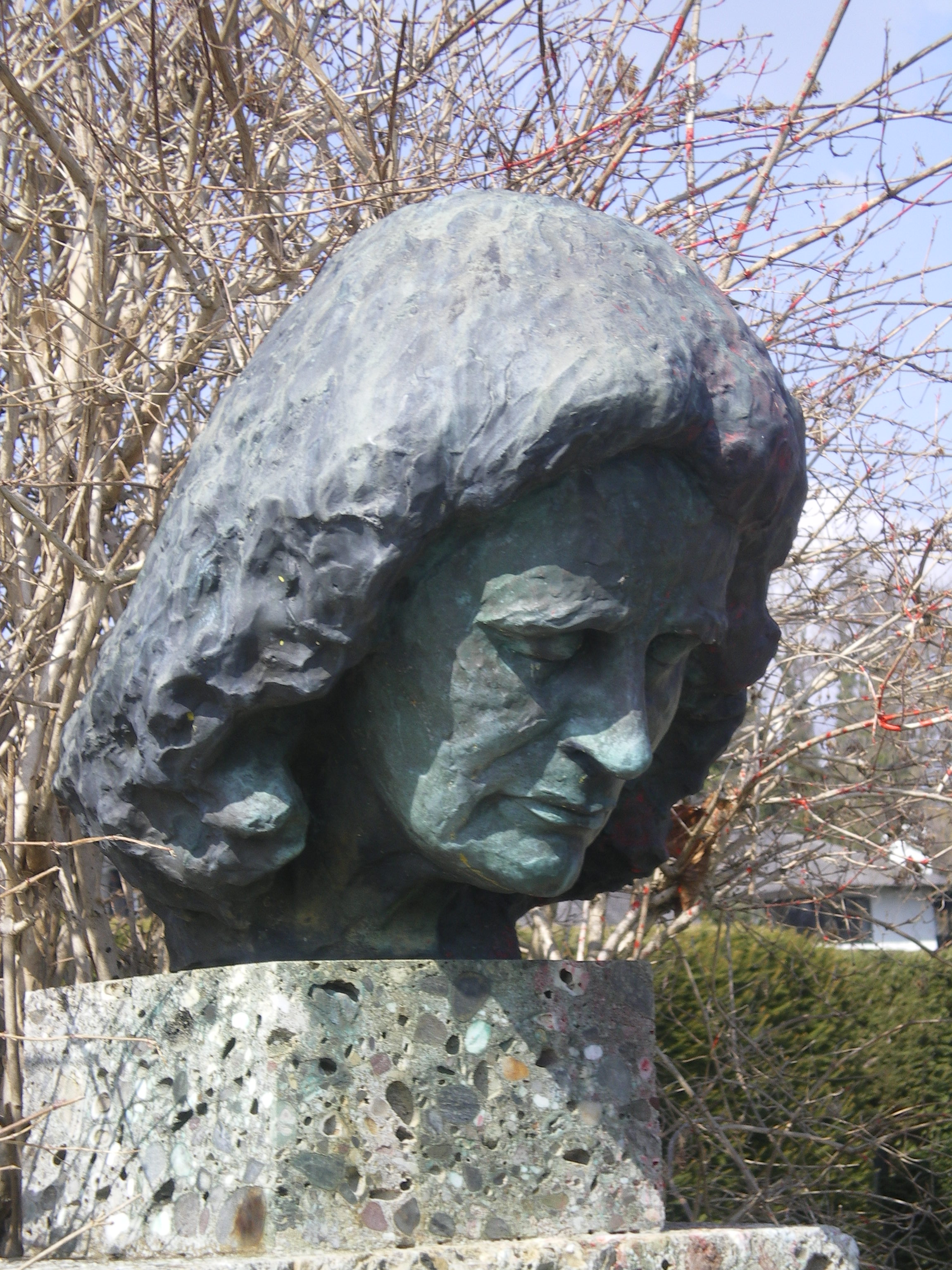
Buste d'Elly Ney

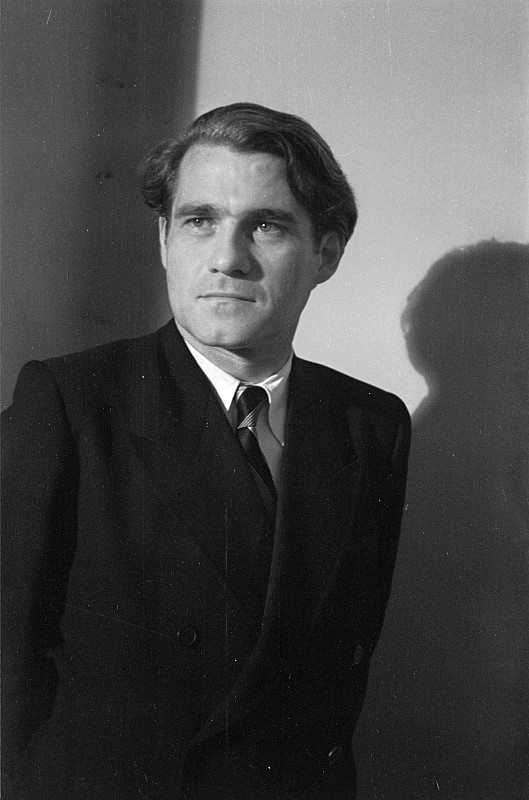
Joseph Keilberth

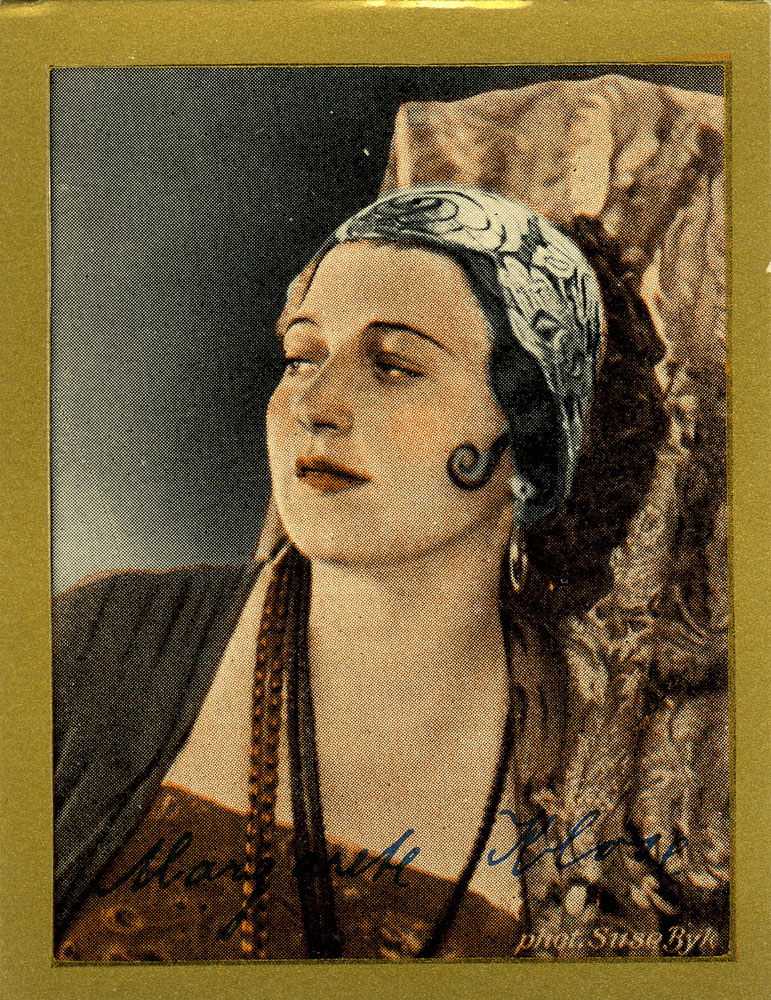
Margarete Klose

- 9 janvier : Louis Aubert, compositeur français (° 19 février 1877).
- 11 janvier : Mariano Stabile, baryton-basse italien (° 12 mai 1888).
- 12 janvier : Maurice Jeanjean, musicien (saxophone alto, clarinette), compositeur (de cinéma) et arrangeur français (° 20 août 1897).
- 18 janvier : Egon Hilbert, chef d'orchestre et directeur d'opéra autrichien.
- 23 janvier : Teresa del Riego, violoniste, pianiste, chanteuse et compositrice anglaise  (° 7 avril 1876).
- 2 février : Tullio Serafin, chef d'orchestre italien (° 1er septembre 1878).
- 9 février : Amédée de Vallombrosa, organiste et compositeur français (° 24 mars 1880).
- 13 février : Ildebrando Pizzetti, compositeur italien (° 19 septembre 1880).
- 4 mars : Alexandre Cellier, organiste et compositeur français (° 17 juin 1883).
- 6 mars : Iša Krejčí, compositeur, chef d'orchestre et dramaturge tchèque (° 10 juillet 1904).
- 16 mars : Mario Castelnuovo-Tedesco, compositeur italien (° 3 avril 1895).
- 24 mars : Vincenzo Scaramuzza, pianiste italien (° 19 juin 1885).
- 31 mars : Elly Ney, pianiste allemande (° 27 septembre 1882).
- 15 avril : Boris Liatochinski, compositeur et chef d'orchestre ukrainien (° 3 janvier 1895).
- 30 avril : Pierre Maillard-Verger, compositeur et pianiste français (° 5 décembre 1910).
- 3 mai : Leonid Sabaneïev, compositeur, musicologue, critique musical et scientifique russe (° 1er octobre 1881).
- 15 mai : Florence Austral, soprano australienne (° 26 avril 1892).
- 24 mai : Bernard Rogers, compositeur américain (° 4 février 1893).
- 26 mai : Raymond Vincy, librettiste et parolier français (° 23 février 1904).
- 2 juin : André Mathieu, pianiste et compositeur québécois (° 18 février 1929).
- 4 juin : Anna Cramer, compositrice hollandaise (° 15 juillet 1873).
- 14 juin : Karl-Birger Blomdahl, compositeur et chef d'orchestre suédois (° 19 octobre 1916).
- 7 juillet : Leo Sowerby, compositeur américain (° 1er mai 1895).
- 12 juillet : Maurice Reuchsel, violoniste, organiste, compositeur et critique musical français (° 22 novembre 1880).
- 20 juillet : Joseph Keilberth, chef d'orchestre allemand (meurt en scène) (° 19 avril 1908).
- 30 juillet : Jón Leifs, compositeur islandais (° 1er mai 1899).
- 8 août : Fritz Stiedry, chef d’orchestre autrichien (° 11 octobre 1883).
- 3 septembre : Juan José Castro, compositeur et chef d'orchestre argentin (° 7 mars 1895).
- 6 septembre : Karl Rankl, chef d'orchestre et compositeur autrichien (° 1er octobre 1898).
- 11 octobre : Germán Álvarez Beigbeder, compositeur espagnol (° 16 décembre 1882).
- 12 octobre : Tauno Hannikainen, violoncelliste et chef d'orchestre finlandais (° 26 février 1896).
- 6 novembre : Charles Münch, chef d'orchestre français (° 26 septembre 1891).
- 11 novembre : Jeanne Demessieux, organiste et compositrice française (° 13 février 1921).
- 25 novembre : Marcel Labey, chef d'orchestre et compositeur français (° 6 août 1875).
- 1er décembre : Nicolae Bretan, compositeur, baryton et chef d'orchestre roumain (° 25 mars 1887).
- 14 décembre : Margarete Klose, mezzo-soprano allemande (° 6 août 1902).

### Date indéterminée
- Emil Herrmann, luthier (° 1888).